# Paris Saint-Germain omnisports (1992-2002)
Pour les articles homonymes, voir PSG (homonymie).
Ne doit pas être confondu avec Paris Saint-Germain (omnisports, 2012).
Le Paris Saint-Germain omnisports (PSG) est un club omnisports fondé par Charles Biétry en 1992 et disparu en 2002. Contrairement au Paris Saint-Germain omnisports créé en 2012, il n'a pas comporté de section football, restant dissocié du Paris Saint-Germain Football Club.

## Historique
Le PSG omnisports est fondé en 1992 à l'initiative de Charles Biétry, responsable du service des sports de Canal+, alors principal actionnaire du Paris Saint-Germain Football Club.
Il s'est lié au Stade français, club de rugby à XV voisin du Parc des Princes.
Après le départ de Charles Biétry en décembre 1998, le club est progressivement démantelé. Avant cette date, déjà, l'équipe de rugby à XIII a cessé d'exister après avoir pris part à deux saisons de compétition tandis que le volley-ball est abandonné en 1998.

## Sections
Le PSG omnisports rassemble plusieurs sections de haut niveau :
- Paris SG-Asnières (volley-ball) de 1992 à 1996[2] puis le PSG Racing (volley-ball) de 1996 à 1998
- PSG Basket Racing de 1992 à 2000[3]
- PSG-Asnières (handball) de 1992 à 2001[4]
- PSG judo de 1992 à 2002[5]
- Paris Saint-Germain Rugby League (rugby à XIII) de 1995 à 1997[6]
- Stade français (rugby à XV) de 1997 à 1998[1]
- Paris Saint-Germain Boxe de 1992 à 1997[7]

Le club a compté également une section de golf.

## Palmarès
Le PSG omnisports a accumulé un palmarès important, remportant en volley-ball un titre de champion de France masculin en 1993 et une coupe de France en 1994 ; en judo un titre de champion de France en 1997 et une coupe d'Europe des clubs en 1995 ; puis un titre de champion de France de basket-ball masculin en 1997 et un titre de champion de France de rugby à XV en 1998.
Il aura aussi terminé vice-champion de France de volley-ball masculin en 1994 et finaliste de la Coupe de France de volley-ball masculin en 1995 ; finaliste de la coupe d'Europe des clubs de judo en 1996 et 1997 ; et enfin vice-champion de France de handball masculin en 1996.